# リオバンバ
リオバンバ(スペイン語：Riobamba又はSan Pedro de Riobamba)(スペイン語発音: [rioˈβamba]は、エクアドル中央のチンボラソ県の県都。
2010年の人口は14万6324人。
アンデス山脈から流れるチャンボ川沿いに位置する。
首都キトから約200km南に位置する。
交通の要衝であり、パンアメリカンハイウェイが通る。
チンボラソ火山が近い。

## 名称
- リオ：スペイン語で「川」
- バンバ：ケチュア語族で「平原」

## 人口
- 1982年11月28日：7万5455人
- 1990年11月25日：9万4505人
- 2001年11月25日：12万4807人
- 2010年11月28日：14万6324人

## 歴史
15世紀後半にインカ帝国が進出する前は、プルハ人が暮らしていた。
プルハ人の強い抵抗を受けたワイナ・カパック皇帝は、プルハのコンドラソ将軍と同盟を結ぶ事で漸く平和を達成した。
1534年8月15日、ディエゴ・デ・アルマグロがサン・ミゲル平野に村を建設した:341。
1563年、スペイン帝国のen:Royal Audience of Quitoに組み込まれた。
1797年、リオバンバ地震が発生し、都市は完全に破壊された。
1799年、廃墟から14km離れた位置に新たに都市が建設された。
1820年11月11日、エクアドル独立戦争の中でリオバンバは独立を宣言したが、すぐに取り消した。
1822年、大コロンビアに組み込まれた。
1830年、エクアドルに組み込まれた。
2002年11月20日、軍事倉庫が爆発し、7人が死亡し数百人が負傷した。
地震や火山噴火のような音が発生し、1.5km先の窓硝子が割れた。

## 文化

### 祭り
- 王子祭：1月6日
- 独立記念日：4月21日[5]

### 博物館

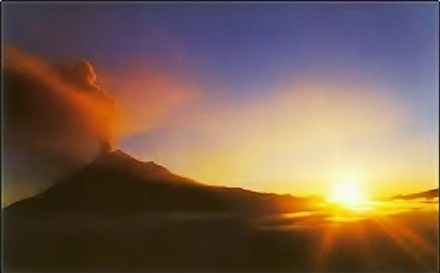
トゥングラワ火山(2003年)

- Ateneo de Chimborazo
- Armas
- 概念・宗教美術館
- マルドナド自然科学大学
- ボリバル邸
- Córdova-Román
- 人類学的中央銀行
- 文化人類学博物館

### スポーツ
- カリフアイラゾ山（英語版）やチンボラソ山、サンガイ山（英語版）、アルタル山（英語版）、プニャイ山（英語版）等の山への拠点である。
- 闘鶏[6]
- サッカーのC.D.オルメド（英語版）

## 著名人
- フアン・デ・ベラスコ（英語版）：1727年～1792年。牧師、歴史家、学者。
- ペドロ・ヴィセンテ・マルドナド（英語版）：1704年～1748年。科学者。
- マグダレナ・ダヴァロス・イ・マルドナド（英語版）：1725年～1806年。学者。
- ルイス・コスタレス（英語版）：1926年～2006年。詩人、哲学家、教師、演説家、歴史家、農家、政治家。
- ルス・エリサ・ボルハ・マルティネス（英語版）：1903年～1927年。詩人、ピアニスト、画家、彫刻家。

## 写真

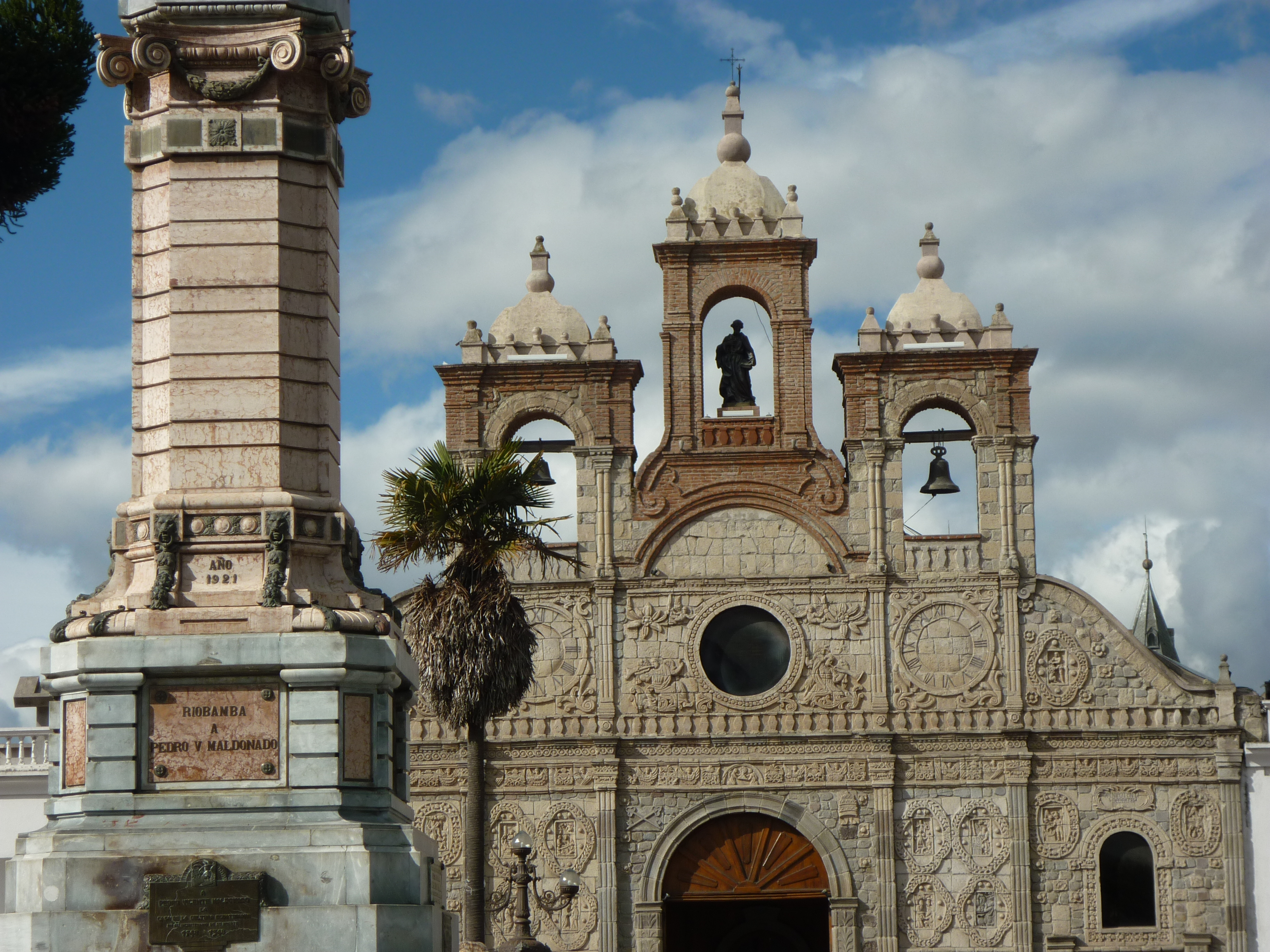
大聖堂
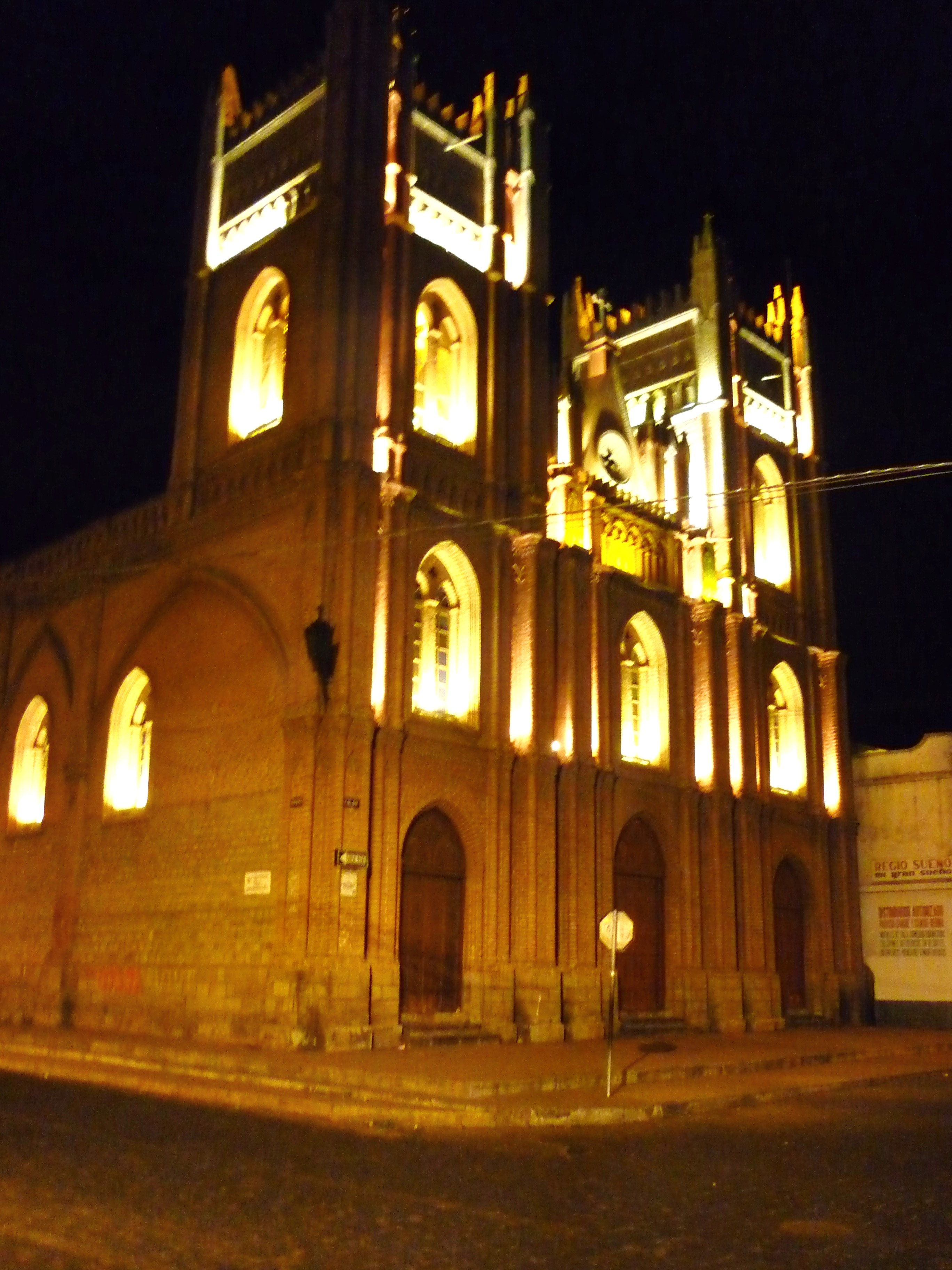
降臨教会
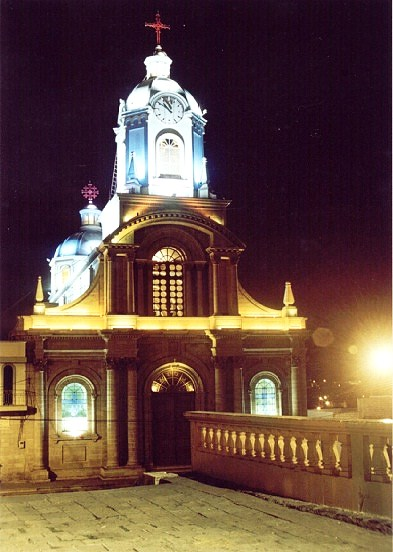
ロマ・デ・キト教会
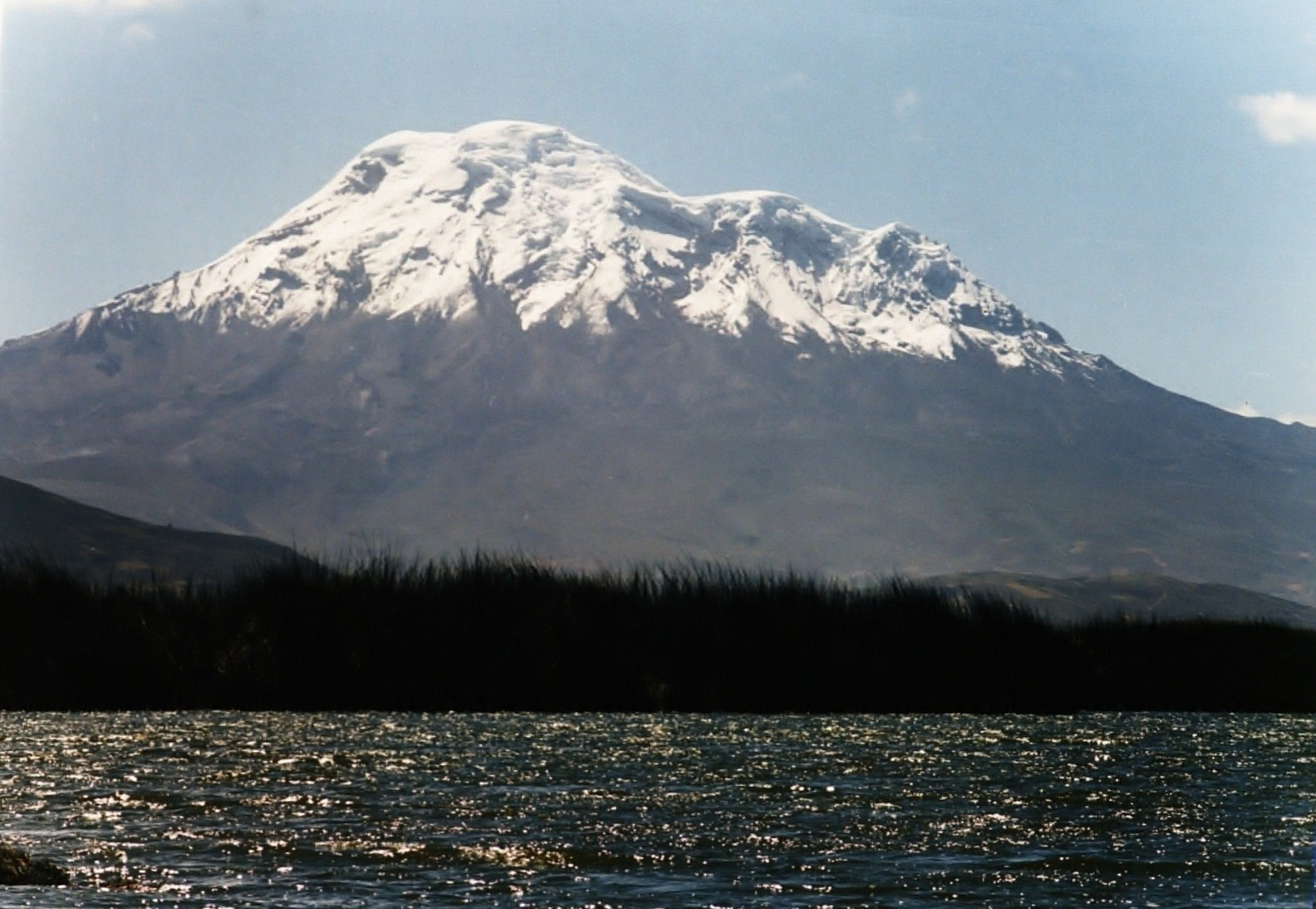
チンボラソ火山
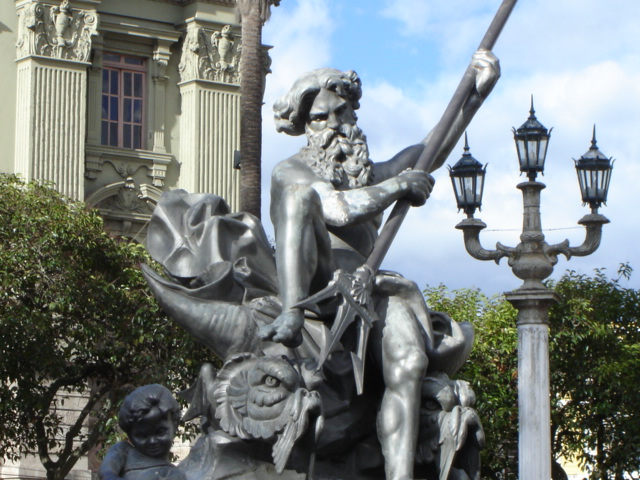
ネプチューン
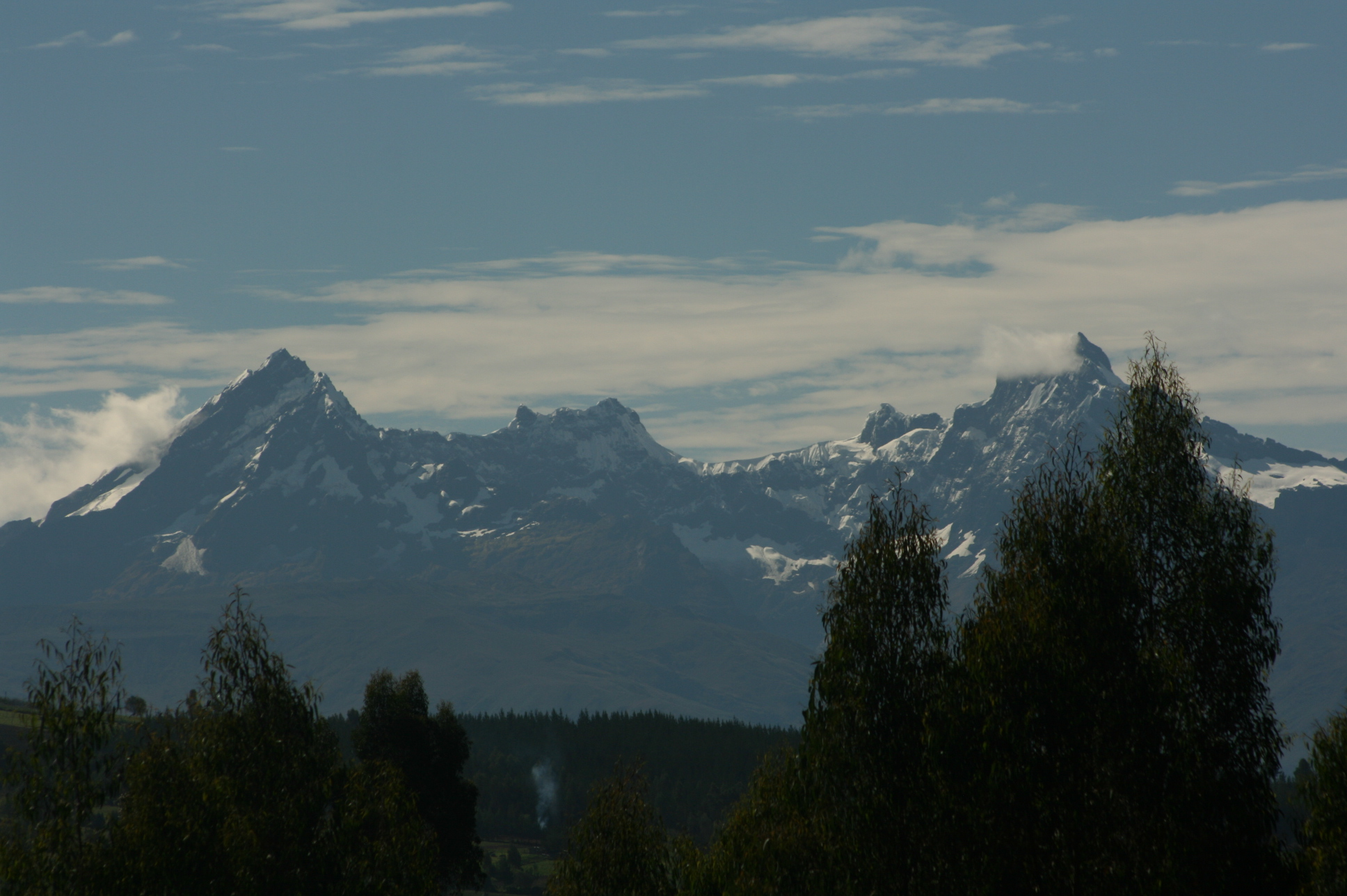
Los Altares
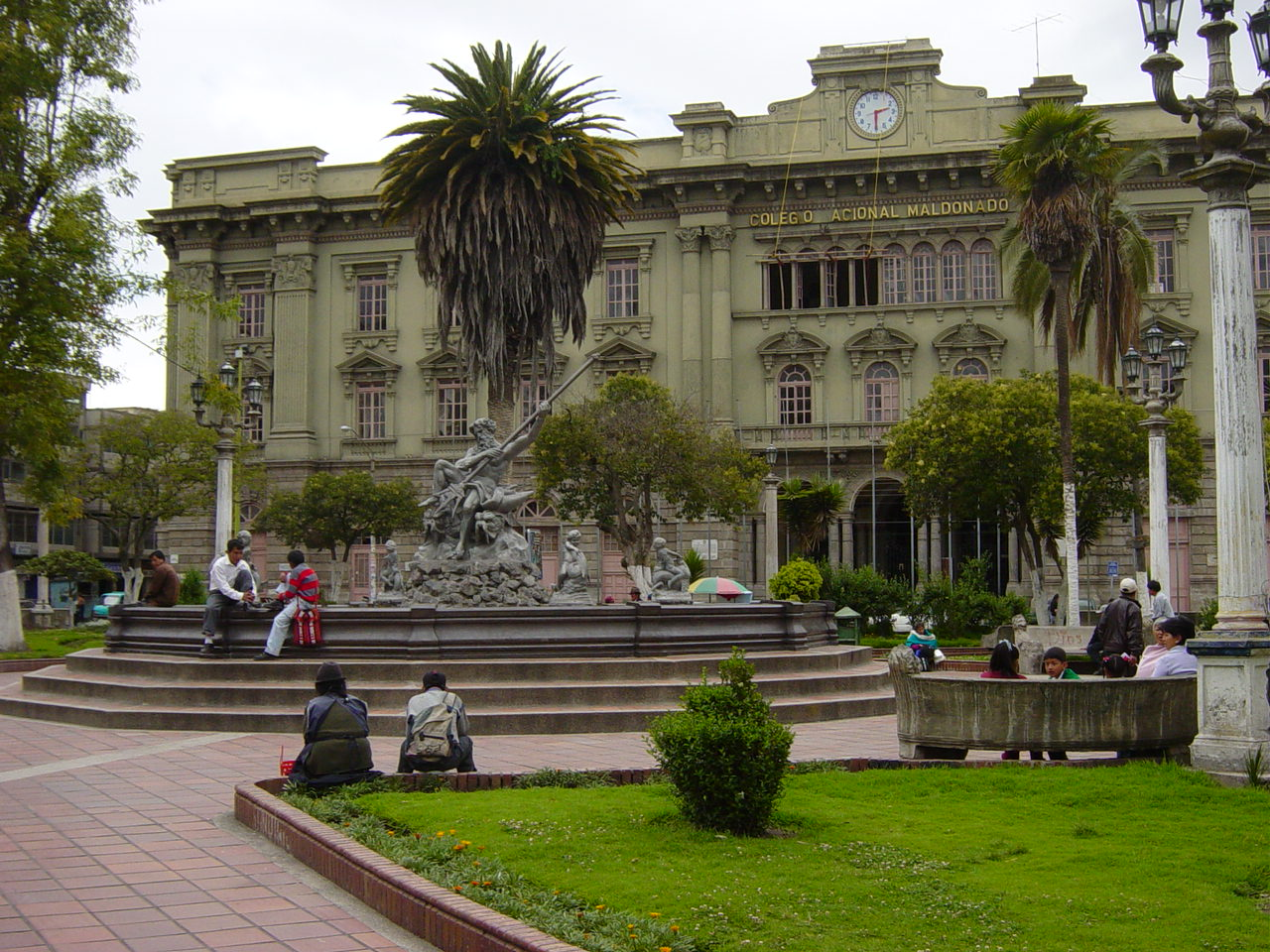
マルドナド公園
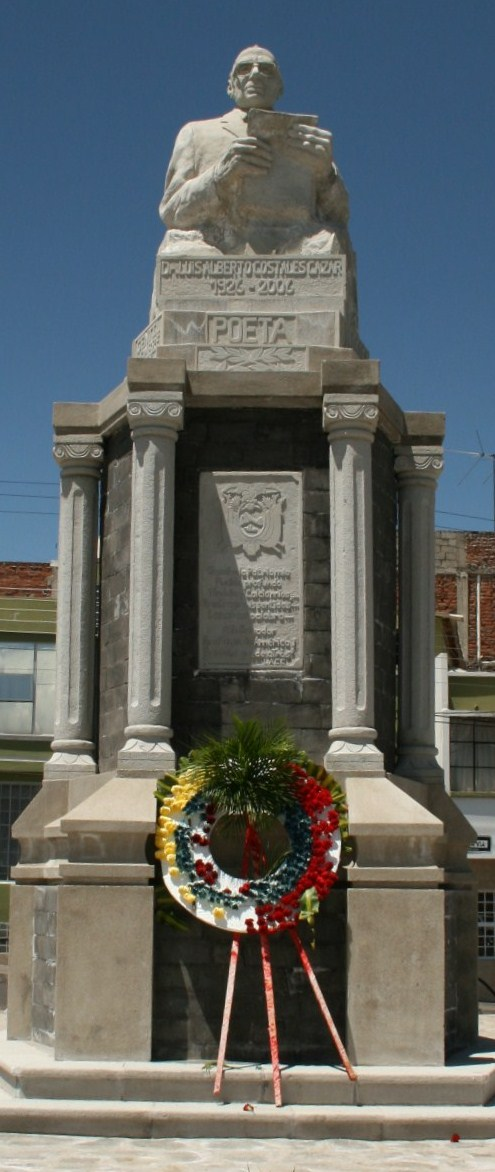
ルイス・コスタレス像